# Sara Joshyamal Fekri
Sara Joshyamal Fekri –en persa, سارا خوش‌جمال فکری– (Rudbar, 21 de septiembre de 1988) es una deportista iraní que compitió en taekwondo. Ganó una medalla de bronce en los Juegos Asiáticos de 2010 en la categoría de –46 kg.

## Palmarés internacional
| Juegos Asiáticos | Juegos Asiáticos | Juegos Asiáticos  | Juegos Asiáticos |
| Año              | Lugar            | Medalla           | Categoría        |
| ---------------- | ---------------- | ----------------- | ---------------- |
| 2010             | Cantón (China)   | Medalla de bronce | –46 kg           |